# Wieterturm
Der Wieterturm ist ein 19 m hoher Aussichtsturm im Stadtgebiet von Northeim, der Kreisstadt des gleichnamigen niedersächsischen Landkreises Northeim. Der Turm mit überdachter Aussichtsplattform ist oberhalb des Sockelgeschosses mit Schieferplatten verkleidet. Bei guter Sicht ist im Nordosten der Harz zu erkennen, im Westen der Solling.

## Geschichte

### Standort
Der Wieterturm befindet sich auf dem so genannten 3. Wieter, welcher den Northeimer Marktplatz mit seinen 326 m ü. NHN um 200 Meter überragt und den höchsten Berg Northeims darstellt.
Nach der Chronik des Franciscus Lubecus befand sich früher an dieser Stelle ein 1422 errichteter Wartturm. Nach dem Dreißigjährigen Krieg hatte dieser keine Funktion mehr, so dass er verfiel. Im 19. Jahrhundert wurde die umliegende Gemarkung verkoppelt, so dass das Huterecht des Klostergutes entfiel und eine Aufforstung vorgenommen werden konnte.

### Entstehung
Da die Aufforstung des Wieters bald den Blick verstellte, entstand 1881 die Idee, hier einen Aussichtsturm zu errichten, der einen weiten Rundumblick über die Landschaft ermöglichen sollte. Der städtische Verschönerungsverein sammelte innerhalb kürzester Zeit 900 Mark für dieses Projekt, und angesehene Bürger, wie z. B. Bürgermeister Suadicani und Amtsgerichtsrat Traumann, gründeten eigens einen Ausschuss. Innerhalb weniger Monate konnten Spendengelder in Höhe von über 2000 Mark gesammelt werden und ein 1883 gegründeter Turmbauverein wurde zum Förderverein. Hatte man zunächst gehofft, dass die eingeplanten 3600 Mark zum Bau reichten, beliefen sich die Kosten insgesamt auf 6000 Mark. Zunächst hatte man lediglich ein Balkengerüst geplant, entschied sich dann aber für ein massives Bauwerk, das auf den Grundmauern des früheren Wartturms errichtet wurde. Der Turm entstand als verkleideter hölzerner Fachwerkbau über quadratischer Grundfläche auf massivem Sockelgeschoss aus Bruchstein. Die Aussichtsplattform ist mit Kanzeln und Zeltdach versehen.
Die feierliche Grundsteinlegung erfolgte schließlich am 28. Juni 1883. Zwar war das Gebäude anschließend betretbar, allerdings fehlten Sicherungsmaßnahmen wie Geländer, welche erst später hinzukamen. 1911 ersetzte man die außen am Turm angebrachte Bretterverkleidung durch eine Schieferverkleidung. 1983 wurde das 100-jährige Jubiläum des Turms unter großer Anteilnahme der Bevölkerung gefeiert.

### Sanierung
Als es 2008 zum 125. Jubiläum kam, befand sich der Wieterturm in umfangreichen Renovierungsmaßnahmen. Die vielen Jahre hatten dem Bauwerk sehr zugesetzt und eine Erneuerung war dringend nötig geworden. Da die hierfür notwendigen 27.000 Euro im Zuge der schwierigen Haushaltssituation der Stadt fehlten, wurde ein Teil über den Verkauf von Losen erwirtschaftet. Mehr als 3000 Gäste hatten dem Fest beigewohnt. Die Sanierung wurde 2009 fertiggestellt.